# Jacob Ruppert

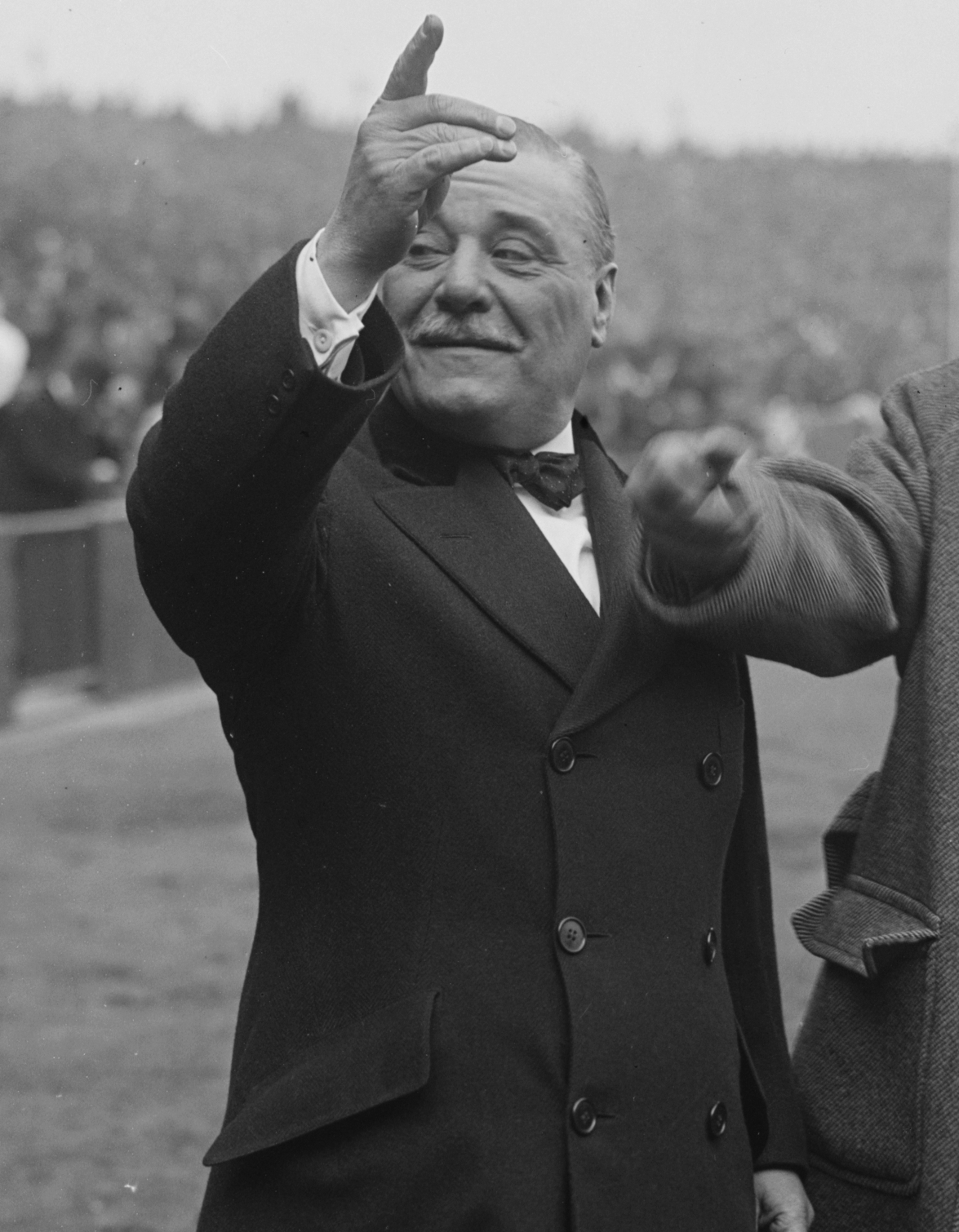
Jacob Ruppert (1923)

Jacob „Jake“ Ruppert Jr. (* 5. August 1867 in New York City; † 13. Januar 1939 ebenda) war ein US-amerikanischer Unternehmer, Sportfunktionär und Politiker. Zwischen 1899 und 1907 vertrat er den Bundesstaat New York im US-Repräsentantenhaus. Bekannt wurde er als Besitzer des Baseball-Teams der New York Yankees.

## Werdegang
Jacob Ruppert besuchte die Columbia Grammar School. Anschließend arbeitete er ab 1887 in der Brauerei seines Vaters. Dort begann er als Fasswäscher. Im Lauf der Zeit stieg er dort in der Verwaltung immer höher auf. Nach dem Tod seines Vaters im Jahr 1915 wurde er Leiter der Brauerei. Zwischen 1886 und 1889 war er auch Mitglied der Nationalgarde seines Staates, in der er dann bis zum Oberst aufstieg. Als solcher gehörte er zwischen 1890 und 1895 zum Stab des Gouverneurs. Politisch schloss er sich der Demokratischen Partei an.
Bei den Kongresswahlen des Jahres 1898 wurde Ruppert mit Unterstützung der Tammany Hall im 15. Wahlbezirk von New York in das US-Repräsentantenhaus in Washington, D.C. gewählt, wo er am 4. März 1899 die Nachfolge des Republikaners Philip B. Low antrat. Nach drei Wiederwahlen konnte er bis zum 3. März 1907 vier Legislaturperioden im Kongress absolvieren. Seit 1903 vertrat er dort den 16. Distrikt seines Staates. Im Jahr 1906 verzichtete er auf eine weitere Kandidatur.
Nach dem Ende seiner Zeit im US-Repräsentantenhaus arbeitete Ruppert weiterhin im Brauereigeschäft. Zwischen 1911 und 1914 war er Präsident der United States Brewers’ Association. Außerdem war er auch in anderen Geschäftszweigen wie zum Beispiel der Immobilienbranche engagiert. Überdies war er Präsident der Firma Astoria Silk Works. Ruppert, der sich seit seiner Jugend für Baseball interessierte, kaufte sich bei den New York Yankees ein und wurde am 31. Dezember 1914 deren Besitzer. Diese Funktion hatte er bis zu seinem Tod inne. In den 1920er und 1930er Jahren dominierte sein Verein die Major League Baseball. Er war auch maßgeblich am Bau des Yankee Stadium beteiligt. Jacob Ruppert starb am 13. Januar 1939 in New York City. Im Juli 2013 wurde er posthum in die Baseball Hall of Fame aufgenommen.

## Trivia
Jacob Ruppert war der einzige Mensch, der jemals auf der kleinen Insel South Brother Island mitten in New York City lebte. Ihm zu Ehren ist die Ruppert-Küste in der Antarktis benannt.